# 빌라파랄디
빌라파랄디는 이탈리아 리구리아주의 임페리아도에 속하는 코무네이다. 2015년 1월 1일 기준 인구는 456명이다. 리구리아 주의 주도(州都)인 제노바로부터 서남쪽 약 10km 거리에 위치한다.

## 위치
임페리아도의 코무네인 디아노산피에트로, 산바르톨로메오알마레, 그리고 사보나현의 코무네인 안도라, 스텔라넬로와 접하고 있다.